# Nati il 15 marzo

## III secolo(1)
- 270 - San Nicola di Bari, vescovo romano († 343)

## XI secolo(1)
- 1097 - Fujiwara no Tadamichi, poeta giapponese († 1164)

## XV secolo(7)
- 1407 - Giacomo I di Baden, sovrano tedesco († 1453)
- 1429 - Donato Acciaiuoli, scrittore e politico italiano († 1478)
- 1444 - Francesco Gonzaga, cardinale e vescovo cattolico italiano († 1483)
- 1455 - Pietro Accolti, cardinale e vescovo cattolico italiano († 1532)
- 1470 - Niccolò Pisano, pittore italiano
- 1488 - Ludovico Barbiano da Belgioioso, condottiero italiano († 1530)
- 1493 - Anne de Montmorency, militare e nobile francese († 1567)

## XVI secolo(7)
- 1513 - Edvige Jagellona († 1573)
- 1518 - Giovanni Maria Cecchi, commediografo, scrittore e notaio italiano († 1587)
- 1564 - Guglielmo Augusto di Brunswick, nobile tedesco († 1642)
- 1582 - Daniel Featley, teologo inglese († 1645)
- 1584 - Filippo di Schleswig-Holstein-Sonderburg-Glücksburg, nobile tedesco († 1663)
- 1591 - Alexandre de Rhodes, gesuita e missionario francese († 1660)
- 1598 - Redento della Croce, missionario portoghese († 1638)

## XVII secolo(16)
- 1614 - Franciscus Sylvius, naturalista e medico olandese († 1672)
- 1622 - Orazio Mattei, cardinale e arcivescovo cattolico italiano († 1688)
- 1635 - Philipp Franz Eberhard von Dalberg, giudice e religioso tedesco († 1693)
- 1635 - Sulaiman Shikoh, principe indiano († 1662)
- 1638 - Shunzhi, imperatore cinese († 1661)
- 1660 - Olaus Rudbeck il Giovane, esploratore e scienziato svedese († 1740)
- 1662 - Gabriel Álvarez de Toledo, scrittore spagnolo († 1714)
- 1666 - George Bähr, architetto tedesco († 1738)
- 1672 - Wilhelm Dietrich von Buddenbrock, generale prussiano († 1757)
- 1672 - Tommaso Cervioni, arcivescovo cattolico e teologo italiano († 1742)
- 1673 - Johann Christoph Müller, cartografo tedesco († 1721)
- 1673 - Gabriel Taschereau de Baudry, politico e nobile francese († 1755)
- 1674 - Jean Barbeyrac, giurista francese († 1744)
- 1678 - Dominique Marie Varlet, vescovo cattolico francese († 1742)
- 1683 - Charles Louis Bretagne de La Trémoille, nobile francese († 1719)
- 1699 - Anselm Desing, filosofo, storico e giurista tedesco († 1772)

## XVIII secolo(39)
- 1713 - Nicolas-Louis de Lacaille, astronomo francese († 1765)
- 1720 - Filippo I di Parma, nobile spagnolo († 1765)
- 1724 - Giuseppe Maria Bozzoli, gesuita, traduttore e teologo italiano († 1811)
- 1724 - Stefano Ittar, architetto polacco († 1790)
- 1729 - Vincenzo Balbiano, politico e militare italiano († 1799)
- 1733 - Vincenzo Fasanella, poeta e matematico italiano († 1793)
- 1736 - Sigismondo Chigi della Rovere, IV principe di Farnese, nobile, economista e poeta italiano († 1793)
- 1738 - Cesare Beccaria, giurista, filosofo e economista italiano († 1794)
- 1738 - Jean-Baptiste Le Paon, pittore e militare francese († 1785)
- 1738 - Henri de Pontevès-Gien, militare e marinaio francese († 1790)
- 1745 - Charles Dibdin, musicista, drammaturgo e romanziere inglese († 1814)
- 1746 - Charles Howard, XI duca di Norfolk, nobile e politico britannico († 1815)
- 1746 - Friedrich Heinrich Wiggers, botanico tedesco († 1811)
- 1747 - Giacinto della Torre, arcivescovo cattolico italiano († 1814)
- 1748 - Antonio Valcárcel y Pío de Saboya, archeologo, letterato e scrittore spagnolo († 1808)
- 1751 - Jean-Nicolas Démeunier, politico e saggista francese († 1814)
- 1753 - Richard Varick, politico e avvocato statunitense († 1831)
- 1754 - Charles Manners, IV duca di Rutland, nobile inglese († 1787)
- 1754 - Archibald Menzies, chirurgo e naturalista scozzese († 1842)
- 1754 - Silvestro Palma, compositore italiano († 1834)
- 1754 - Thomas Onslow, II conte di Onslow, nobile inglese († 1827)
- 1760 - Giovanni da Triora, presbitero e missionario italiano († 1816)
- 1760 - Youssef Boutros Tyan, patriarca cattolico libanese († 1820)
- 1767 - Andrew Jackson, politico statunitense († 1845)
- 1768 - Maria Anna Czartoryska, nobildonna e scrittrice polacca († 1854)
- 1773 - Jean-Baptiste Solignac, generale francese († 1850)
- 1776 - Melchiorre Dore, poeta, scrittore e presbitero italiano († 1851)
- 1777 - Józef Sowiński, generale e patriota polacco († 1831)
- 1779 - Louis Alexis Desmichels, generale francese († 1845)
- 1779 - William Lamb, II visconte Melbourne, nobile e politico britannico († 1848)
- 1784 - Ermes Visconti, letterato italiano († 1841)
- 1790 - Nicola Vaccaj, compositore e insegnante italiano († 1848)
- 1791 - Charles Knight, editore e scrittore britannico († 1873)
- 1792 - Virginie Ancelot, scrittrice, drammaturga e pittrice francese († 1875)
- 1794 - Luigi Clementi, arcivescovo cattolico e diplomatico italiano († 1869)
- 1796 - Bartolomeo Fenaroli Avogadro, politico italiano († 1869)
- 1798 - Jean-Théodore Cocteau, erpetologo francese († 1838)
- 1800 - Raimondo Boucheron, compositore e musicologo italiano († 1876)
- 1800 - James Henry Hackett, attore teatrale statunitense († 1871)

## XIX secolo(180)
- 1801 - George Perkins Marsh, politico e ambasciatore statunitense († 1882)
- 1801 - Coenraad Johannes van Houten, chimico e imprenditore olandese († 1887)
- 1802 - Rodolfo Gabrielli di Montevecchio, generale italiano († 1855)
- 1802 - Antonio Matteucci, cardinale italiano († 1866)
- 1804 - Charles Grey, ufficiale e politico inglese († 1870)
- 1807 - Gaetano Gaspari, bibliotecario e compositore italiano († 1881)
- 1807 - Shibata Zeshin, pittore e incisore giapponese († 1891)
- 1807 - Pietro Paolo Trucchi, vescovo cattolico italiano († 1887)
- 1808 - Pietro Bastogi, politico italiano († 1899)
- 1808 - Hermann Friedrich Stannius, entomologo, fisiologo e anatomista tedesco († 1883)
- 1808 - Karl August Traugott Vogt, teologo tedesco († 1869)
- 1809 - Johannes Fallati, statistico e economista tedesco († 1855)
- 1809 - Joseph Jenkins Roberts, politico statunitense († 1876)
- 1809 - Karl Josef von Hefele, vescovo cattolico tedesco († 1893)
- 1810 - Giuseppe Angelo Manni, politico italiano († 1876)
- 1812 - Gennaro Ruo, pittore italiano († 1884)
- 1813 - Luigi Bruzza, archeologo e epigrafista italiano († 1883)
- 1813 - John Snow, medico e epidemiologo britannico († 1858)
- 1818 - Mariano Álvarez, generale e politico filippino († 1924)
- 1818 - Leopold Hasner von Artha, politico, giurista e nobile austriaco († 1891)
- 1819 - Tommaso Manzone, politico italiano († 1893)
- 1820 - Giuseppe Brida di Lessolo, politico italiano († 1867)
- 1821 - Eduard Heine, matematico tedesco († 1881)
- 1821 - Johann Josef Loschmidt, fisico austriaco († 1895)
- 1824 - Domenico Balduino, banchiere italiano († 1885)
- 1824 - Jules Chevalier, presbitero francese († 1907)
- 1825 - Lucien Perey, scrittrice e storica svizzera († 1914)
- 1825 - Aníbal Pinto, politico cileno († 1884)
- 1825 - Harriet E. Wilson, scrittrice statunitense († 1900)
- 1828 - Salvatore Grita, scultore e critico d'arte italiano († 1912)
- 1829 - Hans Canon, pittore austriaco († 1885)
- 1829 - Julian von Krynicki, generale austriaco († 1907)
- 1830 - Paul Johann Ludwig Heyse, scrittore, poeta e drammaturgo tedesco († 1914)
- 1830 - John Moresby, ammiraglio e esploratore britannico († 1922)
- 1830 - Élisée Reclus, geografo e anarchico francese († 1905)
- 1831 - Daniele Comboni, missionario e vescovo cattolico italiano († 1881)
- 1831 - Edward Aylesworth Perry, generale e politico statunitense († 1889)
- 1832 - Antonin Proust, giornalista e politico francese († 1905)
- 1833 - Géza Fejérváry, generale ungherese († 1914)
- 1833 - August Gremli, botanico svizzero († 1899)
- 1834 - Giacomo Cusmano, presbitero e medico italiano († 1888)
- 1835 - Léon Cladel, scrittore e romanziere francese († 1892)
- 1835 - Dürrinev Kadin, principessa georgiana († 1895)
- 1835 - Eduard Strauss, compositore, direttore d'orchestra e arpista austriaco († 1916)
- 1836 - Gustavo Freschi, politico italiano († 1907)
- 1837 - Célestine Galli-Marié, mezzosoprano francese († 1905)
- 1837 - Agustín Muñoz, nobile spagnolo († 1855)
- 1838 - Giovanni Antonelli, anatomista italiano († 1914)
- 1838 - Karl Jul'evič Davydov, compositore, violoncellista e docente russo († 1889)
- 1838 - Alice Fletcher, etnologa, antropologa e sociologa statunitense († 1923)
- 1838 - Alessandro Franchi, pittore italiano († 1914)
- 1839 - Daniel Ridgway Knight, pittore statunitense († 1924)
- 1840 - Lazzaro De Maestri, pittore italiano († 1910)
- 1841 - Pietro Bonilli, presbitero italiano († 1935)
- 1844 - Ján Nepomuk Bobula, imprenditore, editore e attivista slovacco († 1903)
- 1845 - Thomas Custer, militare statunitense († 1876)
- 1845 - Sofia di Sassonia, principessa tedesca († 1867)
- 1846 - Giuseppe Ceppetelli, patriarca cattolico italiano († 1917)
- 1847 - Irma Melany Scodnik, scrittrice e attivista italiana († 1924)
- 1849 - Samuel Sanford, pianista e docente statunitense († 1910)
- 1849 - Arthur Wellesley, IV duca di Wellington, nobile e militare inglese († 1934)
- 1850 - Carl Bildt, nobile, diplomatico e storico svedese († 1931)
- 1851 - William M. Ramsay, archeologo scozzese († 1939)
- 1851 - Carolina Michaëlis de Vasconcellos, filologa, critica letteraria e lessicografa prussiana († 1925)
- 1852 - Augusta Gregory, scrittrice e drammaturga irlandese († 1932)
- 1853 - Alfred Hillebrandt, indologo e filologo tedesco († 1927)
- 1853 - Ludwig Kumlien, ornitologo statunitense († 1902)
- 1854 - Emil Adolf von Behring, medico, fisiologo e batteriologo tedesco († 1917)
- 1854 - Joseph Anthelme Fournier, generale francese († 1928)
- 1855 - Eduard Glaser, arabista, archeologo e esploratore austriaco († 1908)
- 1856 - Achille Locatelli, cardinale e arcivescovo cattolico italiano († 1935)
- 1858 - Franz Böckli, tiratore a segno svizzero († 1937)
- 1859 - Leonardo Bistolfi, scultore e politico italiano († 1933)
- 1859 - Arthur Alfred Brown, calciatore inglese († 1909)
- 1859 - Camille Jullian, storico, filologo e archeologo francese († 1933)
- 1860 - Moïse de Camondo, banchiere italiano († 1935)
- 1860 - Waldemar Haffkine, batteriologo russo († 1930)
- 1860 - Walter Frank Raphael Weldon, zoologo e statistico inglese († 1906)
- 1861 - Raniero Paulucci di Calboli, diplomatico e politico italiano († 1931)
- 1862 - Harry Holman, attore statunitense († 1947)
- 1863 - Alberto di Schleswig-Holstein-Sonderburg-Glücksburg, principe tedesco († 1948)
- 1864 - Leslie Stuart, compositore inglese († 1928)
- 1865 - Giuseppe Canepa, avvocato e politico italiano († 1948)
- 1866 - Vladimir Barskij, attore e regista sovietico († 1936)
- 1866 - Giovanni Emanuele Elia, nobile e inventore italiano († 1935)
- 1866 - Johan Vaaler, inventore norvegese († 1910)
- 1867 - Lionel Johnson, poeta e critico letterario inglese († 1902)
- 1868 - Francesco Paolo Finocchiaro, pittore italiano († 1947)
- 1868 - Lida Gustava Heymann, attivista tedesca († 1943)
- 1869 - Claudio Demartis, politico italiano († 1956)
- 1869 - Stanisław Wojciechowski, matematico e politico polacco († 1953)
- 1871 - Constantin Argetoianu, politico rumeno († 1952)
- 1871 - Charles Howard McIlwain, storico statunitense († 1968)
- 1872 - Paul Berthon, pittore, decoratore e pubblicitario francese († 1934)
- 1872 - Otto Haas, imprenditore tedesco († 1960)
- 1873 - Alberto Costa, vescovo cattolico italiano († 1950)
- 1873 - Leon Kobrin, drammaturgo e traduttore russo († 1946)
- 1874 - Goffredo Jaja, geografo italiano († 1950)
- 1874 - Benjamin Jamieson, giocatore di lacrosse canadese († 1915)
- 1874 - Abdul Qadir, giornalista e islamista pakistano († 1950)
- 1875 - Faik Konica, scrittore albanese († 1942)
- 1875 - Henri Ghéon, medico, scrittore e poeta francese († 1944)
- 1876 - Georges A. L. Boisselier, pittore francese († 1943)
- 1876 - Guido Romanelli, militare italiano († 1973)
- 1877 - Malcolm Whitman, tennista statunitense († 1932)
- 1878 - Reza Shah Pahlavi, generale iraniano († 1944)
- 1880 - Ben Adams, altista e lunghista statunitense († 1961)
- 1880 - Montagu Love, attore britannico († 1943)
- 1880 - José da Costa Nunes, cardinale e patriarca cattolico portoghese († 1976)
- 1882 - Giuseppe Marcone, abate italiano († 1952)
- 1882 - Júlio Prestes, avvocato e politico brasiliano († 1946)
- 1883 - Lucian Bernhard, pubblicitario tedesco († 1972)
- 1884 - Leslie Knighton, allenatore di calcio inglese († 1959)
- 1884 - Angelos Sikelianos, poeta greco († 1951)
- 1885 - Enrico Cavacchioli, commediografo, giornalista e poeta italiano († 1954)
- 1885 - Filippo D'Agostino, politico e partigiano italiano († 1944)
- 1885 - Leo Delaney, attore statunitense († 1920)
- 1885 - Lamar Johnstone, attore statunitense († 1919)
- 1886 - Lili Berky, attrice ungherese († 1958)
- 1886 - Edgardo Minoli, ginnasta, schermidore e arbitro di calcio italiano († 1935)
- 1886 - Gerda Wegener, pittrice, disegnatrice e illustratrice danese († 1940)
- 1886 - Lillian West, attrice statunitense († 1970)
- 1887 - Giorgio Carlo Calvi di Bergolo, nobile e generale italiano († 1977)
- 1887 - Francis P. Matthews, politico statunitense († 1952)
- 1887 - Mustafa Merlika Kruja, politico albanese († 1958)
- 1887 - Marjorie Merriweather Post, imprenditrice, socialite e filantropa statunitense († 1973)
- 1888 - Ragnar Fogelmark, lottatore svedese († 1914)
- 1888 - Sophus Nielsen, calciatore e allenatore di calcio danese († 1963)
- 1889 - Hiroaki Abe, ammiraglio giapponese († 1949)
- 1890 - Charles Barrois, attore e regista francese († 1940)
- 1890 - Svend Aage Castella, calciatore danese († 1938)
- 1890 - Boris Nikolaevič Delone, matematico sovietico († 1980)
- 1890 - Eduard Hoesch, direttore della fotografia e produttore cinematografico austriaco († 1983)
- 1890 - Angèle Sydow, ballerina polacca († 1960)
- 1891 - Giuseppe Agnino, imprenditore, giornalista e politico italiano († 1974)
- 1891 - Ferruccio Ferrazzi, pittore e scultore italiano († 1978)
- 1891 - Laura Papo Bohoreta, scrittrice e traduttrice bosniaca († 1942)
- 1891 - Charles Ray, attore, regista e produttore cinematografico statunitense († 1943)
- 1892 - Carlo Giartosio, ammiraglio italiano († 1955)
- 1892 - Adolf Kertész, calciatore ungherese († 1920)
- 1892 - Charles Nungesser, aviatore francese († 1927)
- 1892 - Lajos Reményi-Schneller, politico ungherese († 1946)
- 1892 - Alberto Salietti, pittore italiano († 1961)
- 1893 - Arthur Hornblow, produttore cinematografico statunitense († 1976)
- 1893 - Robert Lemaignen, politico francese († 1980)
- 1893 - Jules Moch, politico, partigiano e ingegnere francese († 1985)
- 1893 - Andreas Rasmussen, hockeista su prato danese († 1967)
- 1893 - Modesto Valle, calciatore italiano († 1979)
- 1894 - Vilmos Aba Novák, pittore e incisore ungherese († 1942)
- 1894 - István Csáky, politico ungherese († 1941)
- 1894 - Alberto Legnani, architetto italiano († 1958)
- 1894 - Rinaldo Loy, militare italiano († 1940)
- 1894 - Rose Pauly, soprano ungherese († 1975)
- 1895 - Enrico Marone Cinzano, imprenditore e dirigente sportivo italiano († 1968)
- 1895 - Gilberto R. Limón, politico e generale messicano († 1988)
- 1896 - Lillian Hall, attrice statunitense († 1959)
- 1896 - José María Jáuregui, calciatore spagnolo († 1988)
- 1897 - Gérard Isbecque, calciatore francese († 1970)
- 1897 - Erik Malmberg, lottatore svedese († 1964)
- 1897 - Jackson Scholz, velocista statunitense († 1986)
- 1898 - Alessandro Costantinides, pianista italiano († 1979)
- 1898 - André-Jean Festugière, religioso, filologo classico e storico delle religioni francese († 1982)
- 1898 - Richard Küchen, ingegnere, progettista e imprenditore tedesco († 1974)
- 1898 - Icilio Missiroli, saggista, commediografo e politico italiano († 1979)
- 1899 - Giuseppe Balbo, politico italiano († 1992)
- 1899 - Arie Bieshaar, calciatore olandese († 1965)
- 1899 - George Brent, attore irlandese († 1979)
- 1899 - Lino Domeneghini, sindacalista e politico italiano († 1931)
- 1899 - Pietro Alfredo Ferraris, calciatore italiano († 1948)
- 1899 - Giuseppe Guido Lo Schiavo, giurista, magistrato e scrittore italiano († 1973)
- 1899 - Corrado Scocco, calciatore italiano
- 1900 - Edmundo Branco, canottiere brasiliano
- 1900 - Gilberto Freyre, scrittore, pittore e sociologo brasiliano († 1987)
- 1900 - Luigi Longo, politico, partigiano e antifascista italiano († 1980)
- 1900 - Frances Partridge, scrittrice inglese († 2004)
- 1900 - Ernst Neufert, architetto tedesco († 1986)
- 1900 - Giuseppe Puerari, calciatore e partigiano italiano († 1944)
- 1900 - Emilio Sagi Liñán, calciatore spagnolo († 1951)
- 1900 - Wolfgang Schadewaldt, filologo classico, traduttore e critico letterario tedesco († 1974)
- 1900 - Pietro Vecellio, politico italiano († 1997)

## XX secolo(986)
- 1901 - Franciszek Misztal, ingegnere polacco († 1980)
- 1901 - Al Polizzi, mafioso italiano († 1975)
- 1902 - Frederick Boylstein, pugile statunitense († 1972)
- 1902 - Sumiko Kurishima, attrice e danzatrice giapponese († 1987)
- 1902 - Sigizmund Aleksandrovič Levanevskij, aviatore sovietico († 1937)
- 1902 - Carla Porta Musa, scrittrice, saggista e poetessa italiana († 2012)
- 1902 - Robert H. Park, ingegnere e inventore statunitense († 1994)
- 1902 - Luigi Questa, generale e aviatore italiano († 1999)
- 1902 - Henri Saint Cyr, cavaliere svedese († 1979)
- 1902 - Joseph Schacht, orientalista tedesco († 1969)
- 1902 - Kajirō Yamamoto, regista, sceneggiatore e attore giapponese († 1974)
- 1903 - Alfredo Copello, pugile argentino
- 1903 - Julius Hjulian, calciatore svedese († 1974)
- 1903 - Robert Kühner, micologo francese († 1996)
- 1903 - Mario Seghesio, calciatore italiano († 1926)
- 1903 - Verree Teasdale, attrice statunitense († 1987)
- 1904 - Artur Augusto, calciatore portoghese
- 1904 - Artur Camolas, calciatore portoghese
- 1904 - Ignazio Guidi, architetto e urbanista italiano († 1978)
- 1904 - J. Pat O'Malley, attore e doppiatore britannico († 1985)
- 1905 - Carl Curtis, politico statunitense († 2000)
- 1905 - Mário de Carvalho, calciatore portoghese
- 1905 - Virgilio Titone, storico, scrittore e critico letterario italiano († 1989)
- 1905 - Margaret Webster, attrice e regista teatrale britannica († 1972)
- 1906 - Leonid Fëdorovič Il'ičëv, politico, filosofo e giornalista sovietico († 1990)
- 1906 - Toivo Reingoldt, nuotatore finlandese († 1941)
- 1906 - Helen Wainwright, tuffatrice e nuotatrice statunitense († 1965)
- 1907 - Nicolò Carosio, giornalista e telecronista sportivo italiano († 1984)
- 1907 - Miguel Godoy, cestista peruviano († 2002)
- 1907 - Zarah Leander, cantante e attrice svedese († 1981)
- 1907 - Willy Logan, pattinatore di velocità su ghiaccio canadese († 1955)
- 1907 - Paul Maxey, attore statunitense († 1963)
- 1908 - Kurt Baum, tenore tedesco († 1989)
- 1908 - Helen Connelly, attrice statunitense († 1987)
- 1908 - József Ember, allenatore di calcio e calciatore ungherese († 1982)
- 1908 - Emil Karlsson, calciatore svedese († 2000)
- 1908 - Juan López Fontana, allenatore di calcio uruguaiano († 1983)
- 1908 - Giuseppe Mangione, sceneggiatore italiano († 1972)
- 1908 - Baboo Nimal, hockeista su prato indiano († 1998)
- 1908 - Armando Vatta, calciatore italiano († 1995)
- 1909 - Theo Breuer, calciatore tedesco († 1980)
- 1910 - Oscar Comazzi, imprenditore italiano († 1982)
- 1910 - Saverio Garonzi, imprenditore e dirigente sportivo italiano († 1986)
- 1910 - Rolf Johannessen, calciatore norvegese († 1965)
- 1910 - Joop van Nellen, calciatore olandese († 1992)
- 1910 - Tom Richards, maratoneta britannico († 1985)
- 1910 - An Rutgers van der Loeff, scrittrice olandese († 1990)
- 1911 - Wilhelm Mohnke, generale tedesco († 2001)
- 1911 - Romolo Simonetti, calciatore e allenatore di calcio italiano
- 1911 - Ursula Vaughan Williams, poetessa, scrittrice e biografa inglese († 2007)
- 1912 - Lauro Amadò, calciatore svizzero († 1971)
- 1912 - Louis Paul Boon, scrittore belga († 1979)
- 1912 - Raimondo Bucher, apneista italiano († 2008)
- 1912 - Francis Gruber, pittore francese († 1948)
- 1912 - Lightnin' Hopkins, cantante e chitarrista statunitense († 1982)
- 1913 - Macdonald Carey, attore statunitense († 1994)
- 1913 - Ardito Cristiani, militare e aviatore italiano († 2002)
- 1913 - Jack Fairman, pilota automobilistico inglese († 2002)
- 1913 - Ramón Gabilondo, calciatore e allenatore di calcio spagnolo († 2004)
- 1913 - Josef Hanauer, teologo e giornalista tedesco († 2003)
- 1914 - Aniello Dellacroce, mafioso statunitense († 1985)
- 1914 - Gil Elvgren, illustratore e pittore statunitense († 1980)
- 1914 - Ettore Geri, attore italiano († 2003)
- 1914 - Paul Nowak, cestista statunitense († 1982)
- 1914 - Hubertus Tellenbach, psichiatra tedesco († 1994)
- 1915 - Giuseppe Abbadessa, politico italiano († 1980)
- 1915 - Mohamed Abdel Rahman, schermidore egiziano († 1996)
- 1915 - Olga Biglieri, pittrice, aviatrice e giornalista italiana († 2002)
- 1915 - Caterina Boratto, attrice italiana († 2010)
- 1915 - Ugo Cerroni, calciatore italiano († 1978)
- 1915 - Ervino Loik, calciatore italiano († 1993)
- 1915 - Don Ruter Nanayakkara, attore singalese († 1989)
- 1915 - Mirto Picchi, tenore italiano († 1980)
- 1915 - Romano Pontisso, ciclista su strada e dirigente sportivo italiano († 2003)
- 1915 - Benjamin Steinberg, violinista e direttore d'orchestra statunitense († 1974)
- 1915 - Ben Washam, animatore e regista statunitense († 1984)
- 1916 - Charley Brock, giocatore di football americano statunitense († 1987)
- 1916 - Junior Coghlan, attore statunitense († 2009)
- 1916 - Ben Dalley, pallanuotista australiano († 2005)
- 1916 - Harry James, trombettista statunitense († 1983)
- 1916 - Guido Achille Mansuelli, archeologo e storico dell'arte italiano († 2001)
- 1916 - Blas de Otero, poeta spagnolo († 1979)
- 1917 - Aldo Rendine, attore italiano († 1987)
- 1918 - Jean Achard, pilota automobilistico, giornalista e partigiano francese († 1951)
- 1918 - Aristide Coscia, calciatore e allenatore di calcio italiano († 1979)
- 1918 - Zara Doluchanova, mezzosoprano sovietico († 2007)
- 1918 - Richard Ellmann, critico letterario e biografo statunitense († 1987)
- 1918 - Francesco Rizzitelli, militare e aviatore italiano († 1944)
- 1919 - George Avakian, produttore discografico armeno († 2017)
- 1919 - Hugo Geoffrey, antifascista e generale austriaco († 2007)
- 1919 - John Gregson, attore britannico († 1975)
- 1919 - José Maria Pires, arcivescovo cattolico e scrittore brasiliano († 2017)
- 1919 - Armando Saitta, storico italiano († 1991)
- 1919 - Lawrence Tierney, attore statunitense († 2002)
- 1920 - Jacques Doniol-Valcroze, attore, regista e sceneggiatore francese († 1989)
- 1920 - Mauro Ferri, politico e avvocato italiano († 2015)
- 1920 - Ranganathan Francis, hockeista su prato indiano († 1975)
- 1920 - John Janisch, cestista statunitense († 1992)
- 1920 - Bohumil Kudrna, canoista cecoslovacco († 1991)
- 1920 - Andrea Negrari, politico italiano († 1988)
- 1920 - Aldo Nicolaj, drammaturgo italiano († 2004)
- 1920 - Edward Donnall Thomas, chirurgo statunitense († 2012)
- 1920 - Nguyễn Thị Định, generale e politica vietnamita († 1992)
- 1920 - Patrick Treanor, astronomo e gesuita britannico († 1978)
- 1920 - Warren Womble, allenatore di pallacanestro e dirigente sportivo statunitense († 2015)
- 1921 - Biagia Marniti, poetessa, giornalista e bibliotecaria italiana († 2006)
- 1921 - Joseph Sarno, regista e sceneggiatore statunitense († 2010)
- 1921 - Brady Walker, cestista statunitense († 2007)
- 1922 - Karl-Otto Apel, filosofo tedesco († 2017)
- 1922 - Nino Bibbia, skeletonista e bobbista italiano († 2013)
- 1922 - Eddie Calvert, trombettista britannico († 1978)
- 1923 - Jean Bollack, filosofo, filologo e storico della filosofia francese († 2012)
- 1923 - Cor Braasem, pallanuotista e allenatore di pallanuoto olandese († 2009)
- 1923 - Natale Dalcerri, calciatore italiano
- 1923 - Willy Semmelrogge, attore e regista tedesco († 1984)
- 1924 - Aldo Andreotti, matematico italiano († 1980)
- 1924 - Georges Firmin, sollevatore francese († 2017)
- 1924 - Walter Gotell, attore tedesco († 1997)
- 1924 - Joop Odenthal, calciatore e giocatore di baseball olandese († 2005)
- 1924 - Renato Tiriticco, calciatore italiano († 1987)
- 1925 - Giancarlo Iliprandi, designer e grafico italiano († 2016)
- 1925 - Giovanni Russo, giornalista, scrittore e commediografo italiano († 2017)
- 1925 - Connie Simmons, cestista statunitense († 1989)
- 1925 - Josef Zürcher, calciatore svizzero
- 1926 - Maurizio Chiari, costumista e scenografo italiano († 2003)
- 1926 - Franco Giacobini, attore e regista teatrale italiano († 2015)
- 1926 - Ben Johnston, compositore statunitense († 2019)
- 1926 - Wilhelm Noll, pilota motociclistico tedesco († 2017)
- 1926 - Uria Simango, pastore protestante, rivoluzionario e politico mozambicano
- 1926 - Norm Van Brocklin, giocatore di football americano statunitense († 1983)
- 1927 - Monique Ballue, cestista francese († 2018)
- 1927 - Sybil B. G. Eysenck, psicologa britannica († 2020)
- 1927 - Al Herman, pilota automobilistico statunitense († 1960)
- 1927 - Maija Isola, designer finlandese († 2001)
- 1927 - Christian Marquand, attore e regista francese († 2000)
- 1927 - Aaron Rosand, violinista e insegnante statunitense († 2019)
- 1927 - Brian Shenton, velocista britannico († 1987)
- 1928 - Angelo Candolini, politico italiano († 1985)
- 1928 - Nicolas Flagello, compositore e direttore d'orchestra statunitense († 1994)
- 1928 - Kerson Huang, fisico e traduttore cinese († 2016)
- 1928 - Fritzleo Lentzen-Deis, gesuita tedesco († 1993)
- 1928 - Marcel Nguyễn Tân Văn, religioso vietnamita († 1959)
- 1928 - Raymonde Vergauwen, nuotatrice belga († 2018)
- 1929 - Pio Gaddi, judoka e allenatore di judo italiano († 2024)
- 1929 - Antonietta Stella, soprano italiano († 2022)
- 1930 - Shadi Abdel Salam, regista, sceneggiatore e scenografo egiziano († 1986)
- 1930 - Žores Ivanovič Alfërov, fisico e politico sovietico († 2019)
- 1930 - Alba Arnova, ballerina e attrice italiana († 2018)
- 1930 - Martin Karplus, chimico austriaco († 2024)
- 1930 - Aurelio Lepre, storico italiano († 2014)
- 1930 - Kōstas Nestoridīs, calciatore greco († 2023)
- 1930 - Luigi Poli, calciatore italiano († 2016)
- 1930 - Vladimir Šabrov, calciatore sovietico († 1990)
- 1931 - Antonio Di Cicco, scrittore italiano († 1989)
- 1931 - D. J. Fontana, musicista statunitense († 2018)
- 1931 - Jurij Pantjuchov, hockeista su ghiaccio sovietico († 1982)
- 1932 - Alan Bean, astronauta statunitense († 2018)
- 1932 - Ahmet Bilek, lottatore turco († 1971)
- 1932 - Roger Green, archeologo neozelandese († 2009)
- 1932 - Jerzy Hoffman, regista e sceneggiatore polacco
- 1932 - Paolo Marcora, calciatore italiano († 2020)
- 1932 - Arif Mardin, produttore discografico statunitense († 2006)
- 1932 - Anatolij Nitočkin, regista sovietico († 2001)
- 1933 - Ruth Bader Ginsburg, giurista e magistrata statunitense († 2020)
- 1933 - Edward Peter Cullen, vescovo cattolico statunitense († 2023)
- 1933 - Hiroshi Ito, doppiatore giapponese
- 1933 - Annette Muller, scrittrice francese († 2021)
- 1933 - Don Schlundt, cestista statunitense († 1985)
- 1933 - Philippe de Broca, regista e sceneggiatore francese († 2004)
- 1934 - Edmonda Aldini, attrice italiana
- 1934 - Nello Fabbri, ciclista su strada italiano († 2020)
- 1934 - Patelisio Punou-Ki-Hihifo Finau, vescovo cattolico tongano († 1993)
- 1934 - Claire Kelly, attrice e modella statunitense († 1998)
- 1934 - Radoslav Kvapil, pianista e compositore ceco
- 1934 - Richard Layard, barone Layard, economista britannico
- 1934 - Bernard Roy, matematico francese († 2017)
- 1934 - Jost Vacano, direttore della fotografia tedesco
- 1934 - Wally Hughes, allenatore di calcio neozelandese († 2011)
- 1935 - Judd Hirsch, attore statunitense
- 1935 - Jacob Lassner, orientalista e islamista statunitense
- 1935 - Tommy Neilson, calciatore scozzese († 2018)
- 1935 - Jimmy Swaggart, pastore protestante, predicatore e cantante statunitense († 2025)
- 1936 - Antioco Deiana, militare italiano († 1976)
- 1936 - Francisco Ibáñez, fumettista spagnolo († 2023)
- 1936 - Don Sundquist, politico statunitense († 2023)
- 1937 - Attilio Alto, ingegnere italiano († 1999)
- 1937 - Randy Duncan, giocatore di football americano statunitense († 2016)
- 1937 - Adalberto Orsatti, matematico italiano († 2006)
- 1937 - Valentin Grigor'evič Rasputin, scrittore russo († 2015)
- 1937 - Dick Bass, giocatore di football americano statunitense († 2006)
- 1937 - Niele Toroni, artista svizzero
- 1937 - Jennifer Welles, attrice pornografica e attrice cinematografica statunitense († 2018)
- 1938 - Robin Hartshorne, matematico statunitense
- 1938 - Dick Higgins, poeta e compositore inglese († 1998)
- 1938 - Mario Iovine, mafioso italiano († 1991)
- 1938 - Charles Lloyd, sassofonista e compositore statunitense
- 1938 - Rubén Martinez, pugile spagnolo († 2006)
- 1938 - Giorgio Rumi, storico e politologo italiano († 2006)
- 1938 - Juan Manuel Tartilán, allenatore di calcio e ex calciatore spagnolo
- 1938 - Caçulinha, musicista, polistrumentista e compositore brasiliano († 2024)
- 1939 - Karel Baroch, cestista e allenatore di pallacanestro cecoslovacco († 2001)
- 1939 - Carlo Benfatti, storico, scrittore e giornalista italiano
- 1939 - Giuseppe Broggi, ex calciatore italiano
- 1939 - Arkady Luxemburg, compositore e pianista sovietico
- 1939 - Pino Tuccimei, produttore discografico italiano († 2020)
- 1939 - Julie Tullis, alpinista e regista britannica († 1986)
- 1940 - Geral'd Bežanov, regista sovietico
- 1940 - Angelo De Marchi, naturalista italiano († 2009)
- 1940 - Paolo Granzotto, giornalista, saggista e opinionista italiano († 2016)
- 1940 - Jacques Hustin, cantautore belga († 2009)
- 1940 - Phil Lesh, musicista, bassista e cantautore statunitense († 2024)
- 1940 - Gianni Marcarini, ciclista su strada italiano
- 1940 - Augusto Martelli, compositore, arrangiatore e direttore d'orchestra italiano († 2014)
- 1940 - Vincenzo Miceli, politico italiano († 2025)
- 1940 - Jacob Palis, matematico brasiliano († 2025)
- 1940 - Edilio Petrocelli, politico italiano († 2013)
- 1940 - Jack Whyte, scrittore scozzese († 2021)
- 1940 - Vladas Česiūnas, canoista sovietico († 2023)
- 1941 - Marc Fiorini, attore italiano
- 1941 - Raffaele Guariniello, magistrato e giurista italiano
- 1941 - Klaus Kobusch, pistard tedesco († 2025)
- 1941 - Jean-Louis Lafosse, pilota automobilistico francese († 1981)
- 1941 - Franco Lavoratori, pallanuotista italiano († 2006)
- 1941 - Mike Love, cantante, cantautore e paroliere statunitense
- 1941 - GianCarlo Montebello, designer e editore italiano († 2020)
- 1941 - Fazalur Rehman, hockeista su prato pakistano († 2023)
- 1941 - Andy Smillie, ex calciatore inglese
- 1942 - Montserrat Figueras, soprano spagnola († 2011)
- 1942 - The Iron Sheik, wrestler e lottatore iraniano († 2023)
- 1942 - Giovanni Meloni, politico italiano
- 1942 - Pinuccio Sciola, scultore italiano († 2016)
- 1942 - Giuseppe Vendittelli, tenore italiano
- 1943 - Olga Schoberová, attrice cecoslovacca
- 1943 - David Cronenberg, regista, sceneggiatore e attore canadese
- 1943 - Magda Konopka, attrice e modella polacca
- 1943 - Lynda La Plante, scrittrice e sceneggiatrice britannica
- 1943 - Sly Stone, musicista, cantante e produttore discografico statunitense († 2025)
- 1943 - Frank Wiegand, ex nuotatore tedesco orientale
- 1943 - Pim van Lommel, cardiologo olandese
- 1944 - Chi Cheng, politica, dirigente sportiva e ostacolista taiwanese
- 1944 - Ivan Ćurković, ex calciatore, allenatore di calcio e dirigente sportivo serbo
- 1944 - Emmerich Danzer, ex pattinatore artistico su ghiaccio austriaco
- 1944 - Jacques Doillon, regista francese
- 1944 - Hans Dornbusch, tenore e insegnante svedese
- 1944 - Gérard Farison, calciatore francese († 2021)
- 1944 - Gianfranco Agostino Gardin, arcivescovo cattolico e religioso italiano († 2024)
- 1944 - Deniz Kandiyoti, scrittrice e politologa turca
- 1944 - Aleksandr Kosarev, regista sovietico († 2013)
- 1944 - Ralph MacDonald, percussionista, arrangiatore e produttore discografico statunitense († 2011)
- 1944 - Ulla Mitzdorf, chimica, fisiologa e psichiatra tedesca († 2013)
- 1944 - Manuel Raga, ex cestista e allenatore di pallacanestro messicano
- 1944 - Viveka Seldahl, attrice svedese († 2001)
- 1945 - Walter Adams, mezzofondista tedesco († 2023)
- 1945 - Lino Farisato, ex ciclista su strada italiano
- 1945 - David Firth, attore inglese
- 1945 - Massimo Majowiecki, ingegnere e architetto italiano
- 1945 - Ezio Maria Picciotta, cantante italiano
- 1945 - Hans Selander, calciatore e allenatore di calcio svedese († 2023)
- 1945 - Shahriar Shafiq, militare iraniano († 1979)
- 1945 - Jörgen Sundelin, ex velista svedese
- 1945 - Rick Volk, ex giocatore di football americano statunitense
- 1946 - John Dempsey, calciatore irlandese († 2024)
- 1946 - Naomi Foner, sceneggiatrice e regista statunitense
- 1946 - Marie-Hélène Gillig, politica francese
- 1946 - Murray Head, cantante e attore britannico
- 1946 - Beverly Matherne, scrittrice statunitense
- 1946 - Marc Prensky, scrittore statunitense
- 1946 - Rossano, cantante e attore italiano († 1976)
- 1946 - Ian Scott, ex calciatore scozzese
- 1946 - Giuseppe Sottile, giornalista e scrittore italiano
- 1946 - David Wall, ballerino britannico († 2013)
- 1946 - Art Wilmore, ex cestista e allenatore di pallacanestro statunitense
- 1947 - Ry Cooder, chitarrista e compositore statunitense
- 1947 - Carlo Fontana, direttore teatrale, politico e critico teatrale italiano
- 1947 - Crisanto Valdés, calciatore e allenatore di calcio spagnolo († 2009)
- 1947 - Masao Katō, goista giapponese († 2004)
- 1947 - Barrie Mitchell, calciatore scozzese († 2021)
- 1947 - Jean-Claude Nallet, ostacolista e velocista francese († 2023)
- 1947 - Federico Peña, politico statunitense
- 1947 - Franz Schuh, scrittore austriaco
- 1947 - Danuta Stróżyna, ex cestista polacca
- 1947 - Stomu Yamashta, compositore, percussionista e tastierista giapponese
- 1947 - Novruz Məmmədov, politico azero
- 1948 - David Albahari, scrittore serbo († 2023)
- 1948 - Kim Arena, cantante italiano († 2004)
- 1948 - Enzo Colacino, regista e comico italiano
- 1948 - Metin Kurt, calciatore, allenatore di calcio e sindacalista turco († 2012)
- 1948 - Darío de Jesús Monsalve Mejía, arcivescovo cattolico colombiano
- 1948 - Cláudio Mortari, ex cestista e allenatore di pallacanestro brasiliano
- 1948 - Nelson Sullivan, artista statunitense († 1989)
- 1948 - Levan Tediašvili, lottatore sovietico († 2024)
- 1948 - Dimbi Tubilandu, calciatore della Repubblica Democratica del Congo († 2021)
- 1948 - Sérgio Vieira de Mello, diplomatico brasiliano († 2003)
- 1949 - John Duttine, attore inglese
- 1949 - Alberto Massucco, politico italiano
- 1949 - Bernd Nickel, calciatore tedesco occidentale († 2021)
- 1949 - Mirella Serri, saggista e giornalista italiana
- 1950 - Marie-José Denys, politica francese († 2022)
- 1950 - Paul Gerken, ex tennista statunitense
- 1950 - Kurt Koch, cardinale e arcivescovo cattolico svizzero
- 1950 - Ken Ludwig, drammaturgo e regista statunitense
- 1950 - Giorgio Melazzi, attore, doppiatore e comico italiano
- 1950 - Richard Rydze, tuffatore statunitense († 2023)
- 1950 - Sin In-seop, ex cestista sudcoreana
- 1950 - Milan Spasojević, ex triplista jugoslavo
- 1950 - Thommie Walsh, ballerino, coreografo e regista statunitense († 2007)
- 1951 - David Alton, insegnante e politico inglese
- 1951 - Arturo Bergamasco, ex rugbista a 15, allenatore di rugby a 15 e dirigente sportivo italiano
- 1951 - Annarita Buttafuoco, storica italiana († 1999)
- 1951 - Geert Meijer, allenatore di calcio e ex calciatore olandese
- 1951 - Luigi Morgano, politico italiano
- 1951 - Ennio Ponzi, rugbista a 15 italiano († 2023)
- 1951 - Alan Stephen Williams, vescovo cattolico britannico
- 1952 - Ricky Belloni, chitarrista e cantante italiano
- 1952 - Howard Devoto, musicista e cantante britannico
- 1952 - Enzo Draghi, cantautore, compositore e arrangiatore italiano
- 1952 - Hugh Gilbert, vescovo cattolico britannico
- 1952 - Carlo Marrale, cantante, chitarrista e compositore italiano
- 1952 - Tat'jana Proročenko, velocista sovietica († 2000)
- 1952 - Willy Puchner, fotografo austriaco
- 1952 - Michele Scorrano, calciatore italiano († 2009)
- 1952 - Domenic Stansberry, scrittore statunitense
- 1952 - Earl Ray Tomblin, politico statunitense
- 1953 - Antoine Basbous, politologo libanese
- 1953 - George Ciantar, ex calciatore maltese
- 1953 - Frances Conroy, attrice statunitense
- 1953 - Arta Dade, politica albanese
- 1953 - Roland Freymond, pilota motociclistico svizzero
- 1953 - Heather Graham Pozzessere, scrittrice statunitense
- 1953 - Brian Haig, scrittore statunitense
- 1953 - Kumba Ialá, politico guineense († 2014)
- 1953 - Christian Lopez, ex calciatore e allenatore di calcio francese
- 1953 - Nino Rizzo Nervo, giornalista italiano
- 1953 - Gian Antonio Stella, giornalista e scrittore italiano
- 1954 - Massimo Bubola, cantautore, scrittore e produttore discografico italiano
- 1954 - François-Éric Gendron, attore francese
- 1954 - Henry Marsh, ex siepista statunitense
- 1954 - Pongo, cabarettista, personaggio televisivo e attore italiano
- 1954 - Fred Tyler, ex nuotatore statunitense
- 1954 - Craig Wasson, attore statunitense
- 1955 - Issei Futamata, doppiatore giapponese
- 1955 - John Hackett, flautista, polistrumentista e compositore britannico
- 1955 - Robert Kabbas, ex sollevatore australiano
- 1955 - Steve Lillywhite, produttore discografico britannico
- 1955 - Paolo Manunza, ex calciatore italiano
- 1955 - Roberto Maroni, politico italiano († 2022)
- 1955 - Dee Snider, cantante statunitense
- 1955 - Jamila Abdallah Taha al-Shanti, politica e attivista palestinese († 2023)
- 1956 - Pierluigi Cerveglieri, fumettista italiano
- 1956 - Gert Frank, pistard e ciclista su strada danese († 2019)
- 1956 - Valentin Hristov, ex sollevatore bulgaro
- 1956 - Ivan Jurišić, ex calciatore jugoslavo
- 1956 - Clay Matthews Jr., allenatore di football americano statunitense
- 1956 - Frank Mavius, sollevatore tedesco
- 1956 - Mr. Magic, disc jockey statunitense († 2009)
- 1956 - Marin Radu, ex calciatore rumeno
- 1956 - Sito Rivera, allenatore di calcio a 5 spagnolo
- 1956 - Marco Serafini, regista e sceneggiatore lussemburghese
- 1956 - Eter Tataraidze, poetessa, etnografa e filologa georgiana
- 1956 - Janet Thompson, ex danzatrice su ghiaccio britannica
- 1956 - Zoltán Verrasztó, ex nuotatore ungherese
- 1956 - Riccardo Villari, medico e politico italiano
- 1956 - Gilberto Yearwood, allenatore di calcio e ex calciatore honduregno
- 1957 - Roger Albertsen, calciatore e allenatore di calcio norvegese († 2003)
- 1957 - Janet Cardiff, artista canadese
- 1957 - Mary Carillo, ex tennista statunitense
- 1957 - Park Overall, attrice statunitense
- 1957 - David Silverman, regista e animatore statunitense
- 1957 - Sergio Stivaletti, effettista, regista e sceneggiatore italiano
- 1957 - Pina Varriale, scrittrice italiana
- 1957 - Víctor Muñoz, allenatore di calcio e ex calciatore spagnolo
- 1957 - Steve Witkoff, imprenditore, funzionario e diplomatico statunitense
- 1957 - Joaquim de Almeida, attore portoghese
- 1958 - Giuseppe Di Capua, ex canottiere italiano
- 1958 - Sandro Fedele, conduttore televisivo, autore televisivo e direttore del doppiaggio italiano
- 1958 - Morgan Griffith, politico statunitense
- 1958 - Claudio Masin, attore e regista cinematografico argentino
- 1958 - Sam Matekane, imprenditore e politico lesothiano
- 1958 - Mihailo Pavićević, ex cestista e allenatore di pallacanestro montenegrino
- 1959 - Harold Baines, giocatore di baseball statunitense
- 1959 - Steve Guy, ex tennista neozelandese
- 1959 - Renny Harlin, regista, produttore cinematografico e produttore televisivo finlandese
- 1959 - Mattis Hætta, cantante norvegese († 2022)
- 1959 - Fabio Lanzoni, modello, attore e personaggio televisivo italiano
- 1959 - Kevin Loder, ex cestista statunitense
- 1959 - Claudio Lucchin, architetto italiano
- 1959 - Ben Okri, scrittore nigeriano
- 1959 - Eliot Teltscher, ex tennista statunitense
- 1960 - Ioan Andone, allenatore di calcio e ex calciatore romeno
- 1960 - Lea Hakala, ex cestista finlandese
- 1960 - Stephen Hart, allenatore di calcio e ex calciatore trinidadiano
- 1960 - Spyder-D, rapper e produttore discografico statunitense
- 1960 - Antonio Orlando, attore italiano († 1988)
- 1960 - Orit Strook, politica israeliana
- 1961 - Sabine Baeß, ex pattinatrice artistica su ghiaccio tedesca
- 1961 - Moungi Bawendi, chimico statunitense
- 1961 - Fabio Biondi, violinista e direttore d'orchestra italiano
- 1961 - Terry Cummings, ex cestista statunitense
- 1961 - Max Julen, ex sciatore alpino svizzero
- 1961 - Tiziano Lorenzon, ex cestista italiano
- 1961 - Wavel Ramkalawan, politico seychellese
- 1962 - Jimmy Baio, attore statunitense
- 1962 - Steve Coy, batterista britannico († 2018)
- 1962 - Stefano Dambruoso, magistrato e politico italiano
- 1962 - Jordi Freixanet, ex cestista spagnolo
- 1962 - Jon Hall, ex rugbista a 15 e imprenditore britannico
- 1962 - Terence Trent D'Arby, cantautore e polistrumentista statunitense
- 1962 - Stefano Maullu, politico italiano
- 1962 - Markus Merk, ex arbitro di calcio tedesco
- 1962 - Leopoldo Serantes, pugile filippino († 2021)
- 1962 - Carmen Tocală, ex cestista e dirigente sportiva rumena
- 1963 - Marco Ardemagni, conduttore radiofonico, autore televisivo e poeta italiano
- 1963 - Cheryl Cook, ex cestista statunitense
- 1963 - Jörg Hoffmann, ex slittinista tedesco
- 1963 - Nellee Hooper, compositore e produttore discografico britannico
- 1963 - Kang Tae-shik, ex calciatore sudcoreano
- 1963 - Bret Michaels, cantante statunitense
- 1963 - Greg Nicotero, truccatore, effettista e regista statunitense
- 1963 - Enrico Pallini, attore e doppiatore italiano
- 1963 - Edwin Rosario, pugile portoricano († 1997)
- 1963 - Thomas Rottensteiner, ex bobbista italiano
- 1963 - Ghedun Tharchin, monaco buddhista tibetano
- 1963 - André Tielens, ex giocatore di calcio a 5 olandese
- 1964 - Éric Besnard, sceneggiatore e regista francese
- 1964 - Fernando De Napoli, ex calciatore italiano
- 1964 - Rockwell, compositore statunitense
- 1964 - Massimiliano La Pegna, produttore televisivo e produttore cinematografico italiano
- 1964 - Roberto Miggiano, allenatore di calcio e ex calciatore italiano
- 1964 - Davide Pinato, allenatore di calcio e ex calciatore italiano
- 1964 - Emiliano Ricci, giornalista, divulgatore scientifico e scrittore italiano
- 1965 - James Barclay, scrittore britannico
- 1965 - Marcel Gery, ex nuotatore canadese
- 1965 - Robyn Malcolm, attrice neozelandese
- 1965 - Svetlana Medvedeva, russa
- 1965 - Leonardo Michelotti, ex nuotatore italiano
- 1965 - Zsolt Petőváry, ex pallanuotista ungherese
- 1965 - Pascal Tayot, ex judoka francese
- 1966 - Luca Ceriscioli, politico italiano
- 1966 - Henrique Arlindo Etges, ex calciatore brasiliano
- 1966 - Fabrizio Fioretti, ex calciatore italiano
- 1966 - Kjell Roar Kaasa, ex calciatore e dirigente sportivo norvegese
- 1966 - Kim Bong-kil, allenatore di calcio e ex calciatore sudcoreano
- 1966 - Pep Pujolrás, cestista spagnolo († 1992)
- 1966 - Pasquale Romano, autore televisivo e produttore televisivo italiano
- 1967 - Ian Ferguson, allenatore di calcio e ex calciatore scozzese
- 1967 - Enrique Fernández Ruiz, ex cestista spagnolo
- 1967 - Daniel Oldrá, allenatore di calcio e ex calciatore argentino
- 1967 - Naoko Takeuchi, fumettista giapponese
- 1967 - Luis Villar, ex cestista argentino
- 1967 - Angus Wall, montatore statunitense
- 1968 - Sean Bridgers, attore, sceneggiatore e regista statunitense
- 1968 - Kahimi Karie, cantante giapponese
- 1968 - Richard Kröll, sciatore alpino austriaco († 1996)
- 1968 - Mark McGrath, cantante statunitense
- 1968 - Sabrina Salerno, cantante, showgirl e attrice italiana
- 1968 - Jon Schaffer, cantante e chitarrista statunitense
- 1968 - Cezary Siess, ex schermidore polacco
- 1968 - John Tardy, cantante statunitense
- 1968 - Anca Tănase, ex canottiera rumena
- 1969 - Laurie Berkner, cantante statunitense
- 1969 - Giuseppe Busia, giurista e dirigente pubblico italiano
- 1969 - Sylvain Curinier, ex canoista francese
- 1969 - Monica Dolan, attrice britannica
- 1969 - Pat Fenlon, allenatore di calcio e ex calciatore irlandese
- 1969 - Gianluca Festa, allenatore di calcio e ex calciatore italiano
- 1969 - Martin Hübscher, agricoltore e politico svizzero
- 1969 - Karel Komárek, imprenditore ceco
- 1969 - Timo Kotipelto, cantante finlandese
- 1969 - Elvir Laković Laka, cantante bosniaco
- 1969 - Loriana Lana, musicista, cantante e paroliera italiana
- 1969 - John Ene Okon, calciatore nigeriano († 2016)
- 1969 - Apollo Papathanasio, cantante greco
- 1969 - Kim Raver, attrice e produttrice televisiva statunitense
- 1969 - Antonia Solomon, ex cestista neozelandese
- 1969 - Michele Tetro, saggista, storico del cinema e critico cinematografico italiano
- 1970 - Christine Anu, cantante e attrice australiana
- 1970 - Tom Buer, ex calciatore norvegese
- 1970 - Chris Dalman, giocatore di football americano e allenatore di football americano statunitense
- 1970 - Jochen Drees, ex arbitro di calcio tedesco
- 1970 - Avishay Gal-Yam, astronomo israeliano
- 1970 - Mike Haridopolos, politico statunitense
- 1970 - Kim Gui-hwa, ex calciatore sudcoreano
- 1970 - Diego Nargiso, commentatore televisivo, allenatore di tennis e ex tennista italiano
- 1970 - Mónika Orbán, ex cestista ungherese
- 1970 - Derek Parra, ex pattinatore di velocità su ghiaccio statunitense
- 1970 - Leonid Pasečnik, ex agente segreto, politico e militare russo
- 1970 - Beto Perez, sportivo colombiano
- 1970 - Stefano Raffaele, fumettista italiano
- 1971 - Ralf Bißdorf, ex schermidore tedesco
- 1971 - Joachim Björklund, allenatore di calcio e ex calciatore svedese
- 1971 - Constanța Burcică, canottiera rumena
- 1971 - Naka Drotské, ex rugbista a 15 e allenatore di rugby a 15 sudafricano
- 1971 - Euller, ex calciatore brasiliano
- 1971 - Muhammad Gheddafi, dirigente sportivo e dirigente d'azienda libico
- 1971 - Íñigo González de Heredia, ex ciclista su strada spagnolo
- 1971 - Ibrahim Malla, fotografo siriano
- 1971 - Megumu Okada, fumettista giapponese
- 1971 - Vincenzo Pandullo, ex calciatore italiano
- 1971 - Pat Reidy, ex cestista australiano
- 1971 - Zdeslav Vrdoljak, pallanuotista croato
- 1971 - Jason Wilcox, dirigente sportivo e ex calciatore inglese
- 1972 - Elio Aggiano, ex ciclista su strada italiano
- 1972 - Massimo Benvegnù, critico cinematografico italiano
- 1972 - Davide Devenuto, attore italiano
- 1972 - Mark Hoppus, cantante e bassista statunitense
- 1972 - Ben Hunt-Davis, ex canottiere britannico
- 1972 - Anuar Jusoh, ex calciatore e ex giocatore di calcio a 5 malaysiano
- 1972 - Costantino del Liechtenstein, principe e dirigente d'azienda liechtensteinese († 2023)
- 1972 - Ruddy Nelhomme, allenatore di pallacanestro e ex cestista francese
- 1972 - Mirosław Pych, ex atleta paralimpico polacco
- 1972 - Barbara Schulz, attrice francese
- 1972 - Mike Tomlin, ex giocatore di football americano e allenatore di football americano statunitense
- 1972 - Valdir Bigode, allenatore di calcio e ex calciatore brasiliano
- 1972 - Snorre Wikstrøm, politico norvegese
- 1972 - Christopher Williams, ex velocista giamaicano
- 1973 - Agustín Aranzábal, ex calciatore spagnolo
- 1973 - Sergio Barila, ex calciatore spagnolo
- 1973 - Ljubov' Galkina, tiratrice a segno russa
- 1973 - Josip Gašpar, ex calciatore croato
- 1973 - Thomas Knutti, politico svizzero
- 1973 - Ángel Núñez Fernández, ex cestista cubano
- 1973 - Flavio Santi, scrittore, poeta e traduttore italiano
- 1973 - José Luís Vidigal, ex calciatore e dirigente sportivo portoghese
- 1974 - Anders Andersson, ex calciatore svedese
- 1974 - Imad Baba, ex calciatore statunitense
- 1974 - Kevin Miguel Connolly, doppiatore statunitense
- 1974 - André Cordeiro, ex nuotatore brasiliano
- 1974 - Vaughan Gething, politico britannico
- 1974 - Jia Zhanbo, tiratore a segno cinese
- 1974 - Percy Montgomery, ex rugbista a 15 sudafricano
- 1974 - Lisa Noja, politica italiana
- 1974 - Idris Raizuwah, giocatore di calcio a 5 malaysiano
- 1974 - Stacy Roest, ex hockeista su ghiaccio canadese
- 1974 - Renoly Santiago, attore portoricano
- 1974 - Dmitrij Sautin, ex tuffatore e politico russo
- 1974 - C. W. Stoneking, cantautore, chitarrista e suonatore di banjo australiano
- 1974 - Ieva Tāre, ex cestista lettone
- 1974 - Elena Tokun, ex pallanuotista russa
- 1974 - Carlos Eduardo Ventura, ex calciatore brasiliano
- 1974 - Miki Yamada, politica giapponese
- 1975 - Will.i.am, rapper, produttore discografico e personaggio televisivo statunitense
- 1975 - Alex Mineiro, ex calciatore brasiliano
- 1975 - Paolo Cavallone, compositore e poeta italiano
- 1975 - Will Gluck, regista, sceneggiatore e produttore cinematografico statunitense
- 1975 - Jolanda Granato, giornalista, conduttrice radiofonica e doppiatrice italiana
- 1975 - Adrian Iencsi, allenatore di calcio e ex calciatore rumeno
- 1975 - Jang Jae-sung, ex lottatore sudcoreano
- 1975 - Kim Jo-sun, ex arciera sudcoreana
- 1975 - Eva Longoria, attrice, modella e attivista statunitense
- 1975 - Roman Mareš, giocatore di calcio a 5 ceco
- 1975 - Pierre Njanka, ex calciatore camerunese
- 1975 - Giovanni Paschetta, allenatore di calcio e ex calciatore italiano
- 1975 - Tak Sakaguchi, attore e regista giapponese
- 1975 - Susana Soleto, attrice spagnola
- 1975 - Veselin Topalov, scacchista bulgaro
- 1975 - Marco Villaseca, ex calciatore cileno
- 1976 - Marco Adami, compositore, paroliere e arrangiatore italiano
- 1976 - Olena Fen'ko, cestista ucraina († 2013)
- 1976 - Maarten Frankfort, giocatore di calcio a 5 olandese
- 1976 - Mathias Gravem, ex calciatore norvegese
- 1976 - Ole Andreas Nilsen, ex calciatore norvegese
- 1976 - Amir Ohana, politico, ex militare e avvocato israeliano
- 1976 - Cara Pifko, attrice canadese
- 1976 - Leo Pitscheider, ex hockeista su ghiaccio italiano
- 1976 - Brian Vaughan, fumettista e sceneggiatore statunitense
- 1977 - Saipin Detsaeng, ex sollevatrice thailandese
- 1977 - Joe Hahn, disc jockey e regista statunitense
- 1977 - Ilona Hlaváčková, ex nuotatrice ceca
- 1977 - Karol Kisel, ex calciatore slovacco
- 1977 - Marco Lisei, politico italiano
- 1977 - Tim Rattay, ex giocatore di football americano statunitense
- 1977 - Riccardo Sardonè, attore, modello e personaggio televisivo italiano
- 1977 - Imke Bartels, cavallerizza olandese
- 1977 - Brian Tee, attore e produttore cinematografico giapponese
- 1977 - Norifumi Yamamoto, artista marziale misto e kickboxer giapponese († 2018)
- 1977 - Yoon Hye-young, arciera sudcoreana
- 1978 - Samba Diawara, allenatore di calcio e ex calciatore maliano
- 1978 - Charles Gbeke, ex calciatore ivoriano
- 1978 - Brahim Hemdani, ex calciatore algerino
- 1978 - Noé Hernández, marciatore messicano († 2013)
- 1978 - Ali Saïdi-Sief, ex mezzofondista algerino
- 1978 - Julija Skopa, ex cestista russa
- 1978 - Kristian Sohlberg, pilota di rally finlandese
- 1978 - Song Aimin, discobola cinese
- 1978 - Arnar Viðarsson, allenatore di calcio e ex calciatore islandese
- 1978 - Tim Yeung, batterista statunitense
- 1979 - Céline Amaudruz, politica svizzera
- 1979 - Onur Aydın, ex cestista turco
- 1979 - Régis Bonnessée, autore di giochi e editore francese
- 1979 - James Bowen, scrittore inglese
- 1979 - Tony Brown, ex cestista statunitense
- 1979 - Jason Crow, politico e avvocato statunitense
- 1979 - Anthony Deroin, ex calciatore francese
- 1979 - Richard Iwai, ex calciatore vanuatuano
- 1979 - Lin Weining, sollevatrice cinese
- 1979 - Mariko, cantante finlandese
- 1979 - Pollyanna McIntosh, attrice e ex modella britannica
- 1979 - Juan Manuel Molina, marciatore spagnolo
- 1979 - Alvaro Monteiro, schermidore portoghese
- 1979 - Peeratat Phoruendee, ex calciatore thailandese
- 1979 - A'Salfo, cantante ivoriano
- 1979 - Takayuki Yoneda, ex giocatore di football americano giapponese
- 1979 - Zhang Yonghai, ex calciatore cinese
- 1980 - Shelley-Ann Brown, bobbista canadese
- 1980 - Elimane Coulibaly, allenatore di calcio e ex calciatore senegalese
- 1980 - Yannick Gagneur, ex cestista francese
- 1980 - Lucia Galeone, showgirl e ex modella italiana
- 1980 - Stefán Gíslason, ex calciatore islandese
- 1980 - Arnold Hunter, arbitro di calcio britannico
- 1980 - Ryan Jardine, ex hockeista su ghiaccio canadese
- 1980 - Josefin Lillhage, nuotatrice svedese
- 1980 - Jan Marsalek, ex dirigente d'azienda austriaco
- 1980 - Carlos Merino, ex calciatore spagnolo
- 1980 - Hugo Notario, ex calciatore argentino
- 1980 - Claudiney Ramos, calciatore brasiliano († 2013)
- 1980 - Aleksandr Rjazancev, ex hockeista su ghiaccio russo
- 1980 - Grégory Thil, ex calciatore francese
- 1980 - Mathias Wecxsteen, ex sciatore freestyle francese
- 1981 - Young Buck, rapper statunitense
- 1981 - Mikael Forssell, ex calciatore finlandese
- 1981 - Yosgart Gutiérrez, ex calciatore messicano
- 1981 - Brice Guyart, schermidore francese
- 1981 - Tamás Hajnal, ex calciatore ungherese
- 1981 - Sergio Herrera, ex calciatore colombiano
- 1981 - Viktoria Karpenko, ex ginnasta ucraina
- 1981 - Veronica Maggio, cantante svedese
- 1981 - Ivan Tomas, ex cestista e allenatore di pallacanestro croato
- 1981 - Brigitte Yagüe, taekwondoka spagnola
- 1982 - Pablo Calandria, ex calciatore argentino
- 1982 - Artù, cantautore italiano
- 1982 - Sven Di Domenico, ex calciatore lussemburghese
- 1982 - Odemaris Díaz, pallavolista portoricana
- 1982 - Stuart Farquhar, ex giavellottista neozelandese
- 1982 - Javi Guerra, ex calciatore spagnolo
- 1982 - Kwame Harris, giocatore di football americano giamaicano
- 1982 - Kang Min, videogiocatore sudcoreano
- 1982 - Mohammad Khouja, ex calciatore saudita
- 1982 - Wilson Kipsang Kiprotich, maratoneta keniota
- 1982 - Malú, cantante spagnola
- 1982 - Chad Reed, pilota motociclistico australiano
- 1982 - Daniel Richardsson, fondista svedese
- 1982 - Carlo Valentini, calciatore sammarinese
- 1982 - Iñigo Vélez, allenatore di calcio e ex calciatore spagnolo
- 1982 - José Zacarias, ex calciatore guatemalteco
- 1983 - Florian Becke, ex bobbista tedesco
- 1983 - Florencia Bertotti, attrice e cantautrice argentina
- 1983 - Sean Biggerstaff, attore britannico
- 1983 - Severin Blindenbacher, hockeista su ghiaccio svizzero
- 1983 - Bobby Boswell, ex calciatore statunitense
- 1983 - Jeremías Caggiano, ex calciatore argentino
- 1983 - Roberto Donati, velocista italiano
- 1983 - Grégory Dufrennes, ex calciatore francese
- 1983 - Eva Ekvall, modella e conduttrice televisiva venezuelana († 2011)
- 1983 - Jean-Jacques Gosso, ex calciatore ivoriano
- 1983 - Kōstas Kaimakoglou, ex cestista greco
- 1983 - Vassy, cantautrice australiana
- 1983 - Marko Marinović, ex cestista e allenatore di pallacanestro serbo
- 1983 - Daryl Murphy, ex calciatore irlandese
- 1983 - Vimala Pons, attrice e circense francese
- 1983 - TJR, cantante, produttore discografico e disc jockey statunitense
- 1983 - Djelaludin Sharityar, ex calciatore afghano
- 1983 - Jōji Shibue, modello e attore giapponese
- 1983 - Elisa Spiropali, politica albanese
- 1983 - Alessia Tuttino, ex calciatrice italiana
- 1983 - Umut Bulut, ex calciatore turco
- 1983 - Kyle Veris, ex calciatore statunitense
- 1983 - Jessica Wittner, astronauta statunitense
- 1984 - Anicet Adjamossi, ex calciatore beninese
- 1984 - Ilona Burgrová, ex cestista ceca
- 1984 - Anthony Danze, calciatore australiano
- 1984 - Vukašin Dević, ex calciatore serbo
- 1984 - Magnus Hjulstad, ex calciatore norvegese
- 1984 - Adam Hrycaniuk, cestista polacco
- 1984 - Olivier Jean, pattinatore di short track canadese
- 1984 - Vladimir Jovanović, allenatore di pallacanestro serbo
- 1984 - Juninho, ex calciatore brasiliano
- 1984 - Medhi Lacen, ex calciatore francese
- 1984 - Lee Yoon-ji, attrice sudcoreana
- 1984 - Huang Mandan, ex ginnasta cinese
- 1984 - Samvel Melk'onyan, ex calciatore armeno
- 1984 - Simona Muccioli, ex nuotatrice sammarinese
- 1984 - Lizanne Murphy, ex cestista canadese
- 1984 - Michalīs Perrakīs, ex cestista greco
- 1984 - Michela Ramadori, storica dell'arte italiana
- 1984 - Kōstas Vasileiadīs, cestista greco
- 1984 - Pavel Čistopolov, allenatore di calcio a 5 e ex giocatore di calcio a 5 russo
- 1985 - Eva Amurri, attrice statunitense
- 1985 - Konstantin Bakun, pallavolista ucraino
- 1985 - Cristina Branco, pallamanista angolana
- 1985 - Tom Chilton, pilota automobilistico britannico
- 1985 - Agustín Creevy, rugbista a 15 argentino
- 1985 - Curtis Davies, ex calciatore inglese
- 1985 - Aníbal Domeneghini, ex calciatore argentino
- 1985 - Javier Garrido, ex calciatore spagnolo
- 1985 - Corina Indrei, schermitrice rumena
- 1985 - Giray Kaçar, ex calciatore turco
- 1985 - Lee Da-hee, attrice e modella sudcoreana
- 1985 - Kellan Lutz, attore e modello statunitense
- 1985 - Mahiedine Mekhissi-Benabbad, ex mezzofondista e ex siepista francese
- 1985 - Johan Nilsson Guiomar, ex calciatore svedese
- 1985 - Leonel Saint-Preux, ex calciatore haitiano
- 1985 - Raymond Schouten, pilota motociclistico olandese
- 1985 - Robbie Simpson, allenatore di calcio e ex calciatore inglese
- 1985 - Matias Strandvall, ex fondista finlandese
- 1985 - Jacob Tamme, giocatore di football americano statunitense
- 1986 - Simone Aresti, ex calciatore italiano
- 1986 - Ouidad Bakkali, politica marocchina
- 1986 - Serkan Çalık, ex calciatore tedesco
- 1986 - Jai Courtney, attore australiano
- 1986 - Nicolás Crovetto, ex calciatore cileno
- 1986 - Tamara Fernando, ballerina e modella francese
- 1986 - Jannik Hansen, ex hockeista su ghiaccio danese
- 1986 - Megumi Kamionobe, calciatrice giapponese
- 1986 - Jakob Orlov, ex calciatore svedese
- 1986 - Jevgeni Ossinovski, politico estone
- 1986 - Tomislav Pajović, ex calciatore serbo
- 1986 - Sujirat Pookkham, giocatrice di badminton tailandese
- 1986 - Silvija Popović, pallavolista serba
- 1986 - Natalie Prass, cantante e cantautrice statunitense
- 1986 - Carlos Rivera, attore e cantante messicano
- 1986 - Haidar Sabah, calciatore iracheno
- 1986 - Raffaele Schiavi, allenatore di calcio e ex calciatore italiano
- 1986 - Lorenzo Suding, mountain biker italiano
- 1987 - Djordan, cantante bulgaro
- 1987 - Nauris Bulvītis, calciatore lettone
- 1987 - Lenin Caldeira, giocatore di football americano brasiliano
- 1987 - Eric Decker, ex giocatore di football americano statunitense
- 1987 - Sebastian Kühner, pallavolista tedesco
- 1987 - Elena Morozova, calciatrice russa
- 1987 - Yves Oehri, ex calciatore svizzero
- 1987 - Jerrell Powe, giocatore di football americano statunitense
- 1987 - Cheikh Tidiane Sarr, ex calciatore danese
- 1987 - Arjola Trimi, nuotatrice italiana
- 1987 - Andrés Túñez, ex calciatore venezuelano
- 1987 - Chris VandeVelde, ex hockeista su ghiaccio statunitense
- 1987 - Ivan Vargić, ex calciatore croato
- 1988 - Jovan Blagojević, calciatore serbo
- 1988 - Sebastián Blanco, calciatore argentino
- 1988 - Haris Bukva, ex calciatore austriaco
- 1988 - Lil Dicky, rapper, comico e ambientalista statunitense
- 1988 - Angelika Cichocka, mezzofondista polacca
- 1988 - Joffrey Cuffaut, calciatore francese
- 1988 - Ismael Guerrero, pallavolista messicano
- 1988 - Ever Guzmán, ex calciatore messicano
- 1988 - Sercan Kaya, calciatore turco
- 1988 - Liljana Kostova, ex calciatrice bulgara
- 1988 - Dmitrij Kozul'kin, giocatore di calcio a 5 kazako
- 1988 - Jukka Lehtovaara, ex calciatore finlandese
- 1988 - Jorge Maqueda, pallamanista spagnolo
- 1988 - Andrés Molteni, tennista argentino
- 1988 - Alfonso Quesada, calciatore costaricano
- 1988 - James Reimer, hockeista su ghiaccio canadese
- 1988 - Olivier Romain, cestista francese
- 1988 - Andres Silva, giocatore di football americano svizzero
- 1988 - Alexander Sims, pilota automobilistico britannico
- 1988 - Urpo Sivula, pallavolista finlandese
- 1988 - Giuseppe Statella, calciatore italiano
- 1988 - Dénes Szakály, calciatore ungherese
- 1988 - Mateja Zver, calciatrice slovena
- 1989 - Sam Baldock, ex calciatore inglese
- 1989 - Tom Bateman, attore britannico
- 1989 - LaVon Brazill, ex giocatore di football americano statunitense
- 1989 - Héctor Canteros, calciatore argentino
- 1989 - Emmy, cantante albanese († 2011)
- 1989 - Alois Höller, calciatore austriaco
- 1989 - Ondřej Ježek, pilota motociclistico ceco
- 1989 - Tony Maiello, cantautore italiano
- 1989 - Ondřej Mazuch, calciatore ceco
- 1989 - Bérangère McNeese, attrice belga
- 1989 - Pedro Manuel da Silva Moreira, calciatore portoghese
- 1989 - Olamide, rapper e cantante nigeriano
- 1989 - Paolo Patrizi, mountain biker italiano
- 1989 - Maximilian Pekrul, attore tedesco
- 1989 - Adrien Silva, calciatore francese
- 1989 - Shirly Pinto, attivista e politica israeliana
- 1989 - Luis Pérez, calciatore messicano
- 1989 - Gil Roberts, velocista statunitense
- 1989 - Sandro Raniere Guimarães Cordeiro, ex calciatore brasiliano
- 1989 - Alberto Santoro, arbitro di calcio italiano
- 1989 - Nicole Schmidhofer, ex sciatrice alpina e sciatrice di velocità austriaca
- 1989 - Clint Steindl, ex cestista australiano
- 1989 - Facundo Tealde, calciatore uruguaiano
- 1989 - Yurieski Torreblanca, lottatore cubano
- 1989 - Soheil Vahedi, giocatore di snooker iraniano
- 1989 - Caitlin Wachs, attrice statunitense
- 1989 - Yoshitoki Ōima, fumettista giapponese
- 1990 - Bekzod Abdurakhmonov, lottatore e artista marziale misto uzbeko
- 1990 - Nick Ahmed, giocatore di baseball statunitense
- 1990 - Ljubov' Aksënova, attrice russa
- 1990 - Oleksij Babyr, calciatore ucraino
- 1990 - Lauren Barfield, pallavolista statunitense
- 1990 - Kyle Caldwell, ex pallavolista statunitense
- 1990 - JD McDonagh, wrestler irlandese
- 1990 - Ahmed El Mazoury, mezzofondista italiano
- 1990 - Youssef Gaddour, ex cestista tunisino
- 1990 - Norayr Gyozalyan, ex calciatore armeno
- 1990 - Miguel Ibarra Andrade, calciatore statunitense
- 1990 - Henrik Leek, giocatore di curling svedese
- 1990 - Róbert Litauszki, calciatore ungherese
- 1990 - Keshawn Martin, giocatore di football americano statunitense
- 1990 - Patricia Martínez Augusto, calciatrice spagnola
- 1990 - Mamoutou N'Diaye, calciatore maliano
- 1990 - Mauricio Pereyra, calciatore uruguaiano
- 1990 - Mihai Plătică, calciatore moldavo
- 1990 - DeVier Posey, giocatore di football americano statunitense
- 1990 - Dave Radrigai, calciatore figiano
- 1990 - Konstantin Rausch, ex calciatore russo
- 1990 - Fernando Saucedo, calciatore boliviano
- 1990 - Mads Stokkelien, ex calciatore norvegese
- 1990 - Martin Sus, calciatore ceco
- 1990 - Lorenzo Viotti, direttore d'orchestra svizzero
- 1990 - Sean Welsh, calciatore scozzese
- 1990 - Felix Wiedwald, ex calciatore tedesco
- 1991 - Tavon Austin, ex giocatore di football americano statunitense
- 1991 - Scott Caldwell, ex calciatore statunitense
- 1991 - Taylor Carnevale, ex hockeista su ghiaccio canadese
- 1991 - Federico Castagnini, ex giocatore di baseball italiano
- 1991 - Thomas De Thaey, cestista belga
- 1991 - Cubeatz, produttore discografico tedesco
- 1991 - Roberto Gutiérrez Díaz, calciatore spagnolo
- 1991 - Xavier Henry, ex cestista statunitense
- 1991 - Rabiu Ibrahim, ex calciatore nigeriano
- 1991 - Kie Kitano, attrice e cantante giapponese
- 1991 - Tomislav Kostadinov, calciatore bulgaro
- 1991 - Serhij Kryvcov, calciatore ucraino
- 1991 - Issoumaila Lingane, ex calciatore burkinabé
- 1991 - Lukas Mathies, ex snowboarder austriaco
- 1991 - Edson Montaño, ex calciatore ecuadoriano
- 1991 - Kevin Müller, calciatore tedesco
- 1991 - Dániel Nagy, calciatore ungherese
- 1991 - Nigel Ng, comico malese
- 1991 - Juan Carlos Real Ruiz, calciatore spagnolo
- 1991 - Hig Roberts, ex sciatore alpino statunitense
- 1991 - Adama Sarr, calciatore senegalese
- 1991 - Nataniel Sánchez, attrice peruviana
- 1991 - Trayce Thompson, giocatore di baseball statunitense
- 1991 - Ivan Zgrablić, calciatore croato
- 1992 - Aly Ahmed, cestista egiziano
- 1992 - Sosie Bacon, attrice statunitense
- 1992 - Luciano Del Rio, lottatore argentino
- 1992 - Harrison Delbridge, calciatore australiano
- 1992 - Devonta Freeman, giocatore di football americano statunitense
- 1992 - Thea Garrett, cantante maltese
- 1992 - Mia Hoang, modella vietnamita
- 1992 - Joseph Lopy, calciatore senegalese
- 1992 - Thiago Mendes, calciatore brasiliano
- 1992 - Yven Moyo, calciatore francese
- 1992 - Simon Murray, calciatore scozzese
- 1992 - Renzo Olivo, tennista argentino
- 1992 - Anna Shaffer, attrice britannica
- 1992 - Jeremy de Nooijer, calciatore olandese
- 1993 - Alia Bhatt, attrice e cantante indiana
- 1993 - Jesse Chuku, ex cestista e youtuber britannico
- 1993 - Diego Carlos, calciatore brasiliano
- 1993 - Michael Fulmer, giocatore di baseball statunitense
- 1993 - Thomas Goiginger, calciatore austriaco
- 1993 - Grzegorz Grochowski, cestista polacco
- 1993 - Nikolaj Hansen, calciatore danese
- 1993 - Taylor Heinicke, giocatore di football americano statunitense
- 1993 - Jamon Brown, giocatore di football americano statunitense
- 1993 - Ted Karras, giocatore di football americano statunitense
- 1993 - Raijon Kelly, cestista statunitense
- 1993 - Bachana Khorava, lunghista georgiano
- 1993 - Kim Do-kyoum, pattinatore di short track sudcoreano
- 1993 - Michal Krmenčík, calciatore ceco
- 1993 - Aleksandra Krunić, tennista serba
- 1993 - Nikola Ladan, ex calciatore e ex giocatore di calcio a 5 svedese
- 1993 - Spencer Parker, ex cestista statunitense
- 1993 - Paul Pogba, calciatore francese
- 1993 - Franz-Josef Rehrl, combinatista nordico austriaco
- 1993 - Alyssa Reid, cantautrice canadese
- 1993 - Mark Scheifele, hockeista su ghiaccio canadese
- 1993 - Will Sparks, disc jockey e produttore discografico australiano
- 1994 - Nijel Amos, mezzofondista botswano
- 1994 - Fabrizio Angileri, calciatore argentino
- 1994 - Bob Bertemes, mezzofondista lussemburghese
- 1994 - Alexandru Buziuc, calciatore rumeno
- 1994 - Kip Colvey, ex calciatore statunitense
- 1994 - Azamat Dauletbekov, lottatore kazako
- 1994 - Deshawn Freeman, cestista statunitense
- 1994 - Matt Gay, giocatore di football americano statunitense
- 1994 - Kōstas Gontikas, cestista greco
- 1994 - Sean Hoare, calciatore irlandese
- 1994 - Atsushi Ida, goista giapponese
- 1994 - Karlo Kamenar, calciatore croato
- 1994 - Félix Lambey, rugbista a 15 francese
- 1994 - Frédéric Maciel, calciatore francese
- 1994 - Álvaro Medrán, calciatore spagnolo
- 1994 - Courtney Okolo, velocista statunitense
- 1994 - Elena Orjabinskaja, canottiera russa
- 1994 - Camille Poulain-Ferarios, sciatrice nautica francese
- 1994 - Rudi Požeg Vancaš, calciatore sloveno
- 1994 - Georgia Taylor-Brown, triatleta britannica
- 1994 - Darious Williams, giocatore di football americano statunitense
- 1994 - Bogdan Țîru, calciatore rumeno
- 1995 - Momoka Ariyasu, cantante giapponese
- 1995 - Abraham Attobrah, ex calciatore ghanese
- 1995 - Benjamin Auffret, ex tuffatore francese
- 1995 - Quanesha Burks, lunghista statunitense
- 1995 - Jhonatan Candia, calciatore uruguaiano
- 1995 - Choi Kyoung-rok, calciatore sudcoreano
- 1995 - Kaela Davis, cestista statunitense
- 1995 - Rick Dekker, calciatore olandese
- 1995 - Yann Rolim, calciatore brasiliano
- 1995 - Chiara Ferrario, calciatrice italiana
- 1995 - János Hahn, calciatore ungherese
- 1995 - Mohamed Hamdy, calciatore egiziano
- 1995 - Lamin Jawo, calciatore gambiano
- 1995 - Maryse Luzolo, lunghista tedesca
- 1995 - Quincy Malekani, velocista zambiana
- 1995 - Guillermo Martínez Ayala, calciatore messicano
- 1995 - Nicklas Mouritsen, calciatore danese
- 1995 - Kalidiatou Niakaté, pallamanista francese
- 1995 - Jarosław Niezgoda, calciatore polacco
- 1995 - Jabari Parker, cestista statunitense
- 1995 - Jessica Rivero, pallavolista spagnola
- 1995 - Ricky Seals-Jones, giocatore di football americano statunitense
- 1995 - Sérgio Antônio Soler de Oliveira Júnior, calciatore brasiliano
- 1995 - Ludvy Vaillant, ostacolista e velocista francese
- 1995 - Rodrigo Vilela, calciatore portoghese
- 1995 - Petar Vorkapić, cestista serbo
- 1995 - Nicolas Wimmer, calciatore austriaco
- 1996 - Mohamed Al-Akbari, calciatore emiratino
- 1996 - Ewandro, calciatore brasiliano
- 1996 - Matt Farrell, cestista statunitense
- 1996 - Maxwell Jacob Friedman, wrestler statunitense
- 1996 - Jia Xiaoye, schermitrice cinese
- 1996 - Ken Krolicki, calciatore giapponese
- 1996 - Alëna Lutkovskaja, astista russa
- 1996 - Levin Öztunalı, calciatore tedesco
- 1996 - Pedro Pascual, velista statunitense
- 1996 - Casper Pedersen, ciclista su strada e pistard danese
- 1996 - José Ángel Pozo, calciatore spagnolo
- 1996 - Cristian Rodríguez Pérez, calciatore spagnolo
- 1996 - Juan Antonio Ros, calciatore spagnolo
- 1996 - Jordan Saling, ex calciatore statunitense
- 1996 - Joriwinnyson Santos dos Anjos Rodrigues, calciatore brasiliano
- 1996 - János Szépe, calciatore slovacco
- 1996 - Eleonora Vandi, mezzofondista italiana
- 1996 - Ramil Şeydayev, calciatore russo
- 1997 - Justin Agner, giocatore di football americano statunitense
- 1997 - Sheila García, calciatrice spagnola
- 1997 - Franziska Gritsch, sciatrice alpina austriaca
- 1997 - Jonjoe Kenny, calciatore inglese
- 1997 - Samuel Scherrer, lottatore svizzero
- 1997 - Son Hwa-yeon, calciatrice sudcoreana
- 1998 - Sebastian Breza, calciatore canadese
- 1998 - Mark Brink, calciatore danese
- 1998 - Marvin Fuchs, giocatore di football americano tedesco
- 1998 - Andreas Helmersen, calciatore norvegese
- 1998 - Mate Kalajžić, cestista croato
- 1998 - Rachael Kramer, pallavolista statunitense
- 1998 - Abasgadži Magomedov, lottatore russo
- 1998 - Zehrudin Mehmedović, calciatore serbo
- 1998 - George Papas, cestista statunitense
- 1998 - Austin Wilmot, pallavolista statunitense
- 1999 - Bicou Bissainthe, calciatore haitiano
- 1999 - Erick Cano, calciatore boliviano
- 1999 - Guo Yufang, pistard cinese
- 1999 - Noah Hegge, canoista austriaco
- 1999 - Dimităr Šejtanov, calciatore bulgaro
- 1999 - Levonte Johnson, calciatore canadese
- 1999 - Jarni Koorman, calciatore olandese
- 1999 - Matt MacDonald, canottiere neozelandese
- 1999 - Maxime Pianfetti, schermidore francese
- 1999 - Alice Regazzoli, calciatrice italiana
- 1999 - Even Rogstad Kvalvær, giocatore di calcio a 5 e calciatore norvegese
- 1999 - Aleksandr Rudenko, calciatore russo
- 1999 - Jack Sanders, calciatore inglese
- 1999 - Lucia Strisciuglio, calciatrice italiana
- 1999 - Sophie Wright, ciclista su strada, mountain biker e ciclocrossista britannica
- 1999 - Viktor Živojinović, calciatore serbo
- 2000 - José Alvarado, calciatore messicano
- 2000 - Il'ja Berkovskij, calciatore russo
- 2000 - Nick Bätzner, calciatore tedesco
- 2000 - Vitinha, calciatore portoghese
- 2000 - Mick van Dijke, ciclista su strada olandese
- 2000 - Tim van Dijke, ciclista su strada e ciclocrossista olandese
- 2000 - Darius Johnson, calciatore grenadino
- 2000 - Arthur Kluckers, ciclista su strada e ciclocrossista lussemburghese
- 2000 - Kristian Kostov, cantante, musicista e modello bulgaro
- 2000 - Sebastián Medina, calciatore argentino
- 2000 - Anita Muraro, hockeista su ghiaccio italiana
- 2000 - Dilan Ortíz, calciatore colombiano
- 2000 - Diego Pampín, calciatore spagnolo
- 2000 - Teagan Quitoriano, giocatore di football americano statunitense

## XXI secolo(36)
- 2001 - Dragoș Albu, calciatore rumeno
- 2001 - Carlos Dotor, calciatore spagnolo
- 2001 - Kenyon Green, giocatore di football americano statunitense
- 2001 - Olivier Léveillé, fondista canadese
- 2001 - Kevin McCullar Jr., cestista statunitense
- 2001 - Rafiki Saïd, calciatore comoriano
- 2001 - Sam van Nunen, nuotatrice olandese
- 2002 - Nicksoen Gomis, calciatore francese
- 2002 - Lucia Pastrenge, calciatrice italiana
- 2002 - Agustín Pinheiro, calciatore uruguaiano
- 2002 - Sakura Yosozumi, skater giapponese
- 2003 - Tjark Ernst, calciatore tedesco
- 2003 - Quinn Ewers, giocatore di football americano statunitense
- 2003 - Tai Felton, giocatore di football americano statunitense
- 2003 - Lautaro Godoy, calciatore argentino
- 2003 - Bashir Humphreys, calciatore inglese
- 2003 - Theresa Kargbo, mezzofondista sierraleonese
- 2003 - Hobbs Kessler, mezzofondista statunitense
- 2003 - Sumire Niikura, lottatrice giapponese
- 2003 - Mohamed Soumah, calciatore guineano
- 2004 - Emmanuel Ayaosi, calciatore nigeriano
- 2004 - Kahuan Vinícius, calciatore brasiliano
- 2004 - Elisabeth Pihela, altista estone
- 2004 - Meritan Shabani, calciatore tedesco
- 2004 - Soumaïla Sylla, calciatore francese
- 2005 - Stefan Džodić, calciatore serbo
- 2005 - Rodri Mendoza, calciatore spagnolo
- 2005 - Nika Prevc, saltatrice con gli sci slovena
- 2005 - Toby Roberts, arrampicatore britannico
- 2005 - Matías Rosales, calciatore argentino
- 2005 - Carlotta Zanardi, cestista italiana
- 2006 - William Gomes, calciatore brasiliano
- 2006 - Catrina Tan Chia-yu, giocatrice di badminton australiana
- 2006 - Juan Manuel Villalba, calciatore argentino
- 2007 - Luca Meirelles, calciatore brasiliano
- 2008 - Marto Bojčev, calciatore bulgaro

## Senza anno specificato(1)
- Hallie Quinn Brown, docente, scrittrice e attivista statunitense († 1949)